# Liste der Staatsoberhäupter 2013
Übersicht
◄◄ | ◄ | 2009 | 2010 | 2011 | 2012 | Liste der Staatsoberhäupter 2013 | 2014 | 2015 | 2016 | 2017 | ► | ►►

Weitere Ereignisse

## Afrika
- Ägypten
  - Staatsoberhaupt:
    - Präsident Mohammed Mursi (2012–3. Juli 2013)
    - Präsident Adly Mansour (4. Juli 2013–2014) (kommissarisch)

  - Regierungschef:
    - Ministerpräsident Hischam Kandil (2012–3. Juli 2013)
    - Ministerpräsident Hasim al-Beblawi (9. Juli 2013–2014) (kommissarisch)
- Algerien
  - Staatsoberhaupt: Präsident Abd al-Aziz Bouteflika (1999–2019)
  - Regierungschef: Ministerpräsident Abdelmalek Sellal (2012–2014, 2014–2017)
- Angola
  - Staats- und Regierungschef: Präsident José Eduardo dos Santos (1979–2017)
- Äquatorialguinea
  - Staatsoberhaupt: Präsident Teodoro Obiang Nguema Mbasogo (seit 1979) (bis 1982 Vorsitzender des Obersten Militärrats)
  - Regierungschef: Premierminister Vicente Ehate Tomi (2012–2016)
- Äthiopien
  - Staatsoberhaupt:
    - Präsident Girma Wolde-Giorgis (2001–7. Oktober 2013)
    - Präsident Mulatu Teschome (7. Oktober 2013–2018)

  - Regierungschef: Ministerpräsident Hailemariam Desalegn (2012–2018)
- Benin
  - Staatsoberhaupt: Präsident Boni Yayi (2006–2016)
  - Regierungschef: Ministerpräsident Pascal Koupaki (2011–11. August 2013) (Amt abgeschafft)
- Botswana
  - Staats- und Regierungschef: Präsident Ian Khama (2008–2018)
- Burkina Faso
  - Staatsoberhaupt: Präsident Blaise Compaoré (1987–2014)
  - Regierungschef: Ministerpräsident Luc-Adolphe Tiao (2011–2014)
- Burundi
  - Staats- und Regierungschef: Präsident Pierre Nkurunziza (2005–2020)
- Dschibuti
  - Staatsoberhaupt: Präsident Ismail Omar Guelleh (seit 1999)
  - Regierungschef:
    - Ministerpräsident Dileita Mohamed Dileita (2001–1. April 2013)
    - Ministerpräsident Abdoulkader Kamil Mohamed (seit 1. April 2013)
- Elfenbeinküste
  - Staatsoberhaupt: Präsident Alassane Ouattara (seit 2010) (1990–1993 Ministerpräsident)
  - Regierungschef: Ministerpräsident Daniel Kablan Duncan (1993–1999, 2012–2017)
- Eritrea
  - Staats- und Regierungschef: Präsident Isayas Afewerki (seit 1993)
- Gabun
  - Staatsoberhaupt: Präsident Ali-Ben Bongo Ondimba (2009–2023)
  - Regierungschef: Premierminister Raymond Ndong Sima (2012–2014, seit 2023)
- Gambia
  - Staats- und Regierungschef: Präsident Yahya Jammeh (1994–2017) (bis 1996 Vorsitzender des Provisorischen Regierungsrats der Armee)
- Ghana
  - Staats- und Regierungschef: Präsident John Dramani Mahama (2012–2017, seit 2025)
- Guinea
  - Staatsoberhaupt: Präsident Alpha Condé (2010–2021)
  - Regierungschef: Premierminister Mohamed Saïd Fofana (2010–2015)
- Guinea-Bissau
  - Staatsoberhaupt: Präsident Manuel Serifo Nhamadjo (2012–2014) (kommissarisch)
  - Regierungschef: Premierminister Rui Duarte de Barros (2012–2014, 2023–2025) (kommissarisch)
- Kamerun
  - Staatsoberhaupt: Präsident Paul Biya (seit 1982)
  - Regierungschef: Ministerpräsident Philémon Yang (2009–2019)
- Kap Verde
  - Staatsoberhaupt: Präsident Jorge Carlos Fonseca (2011–2021)
  - Regierungschef: Premierminister José Maria Neves (2001–2016) (seit 2021 Präsident)
- Kenia
  - Staatsoberhaupt:
    - Präsident Mwai Kibaki (2002–9. April 2013)
    - Präsident Uhuru Kenyatta (9. April 2013–2022)

  - Regierungschef: Ministerpräsident Raila Odinga (2008–9. April 2013) (Amt abgeschafft)
- Komoren
  - Staats- und Regierungschef: Präsident Ikililou Dhoinine (2011–2016)
- Demokratische Republik Kongo (bis 1964 Kongo-Léopoldville, 1964–1971 Demokratische Republik Kongo, 1971–1997 Zaïre)
  - Staatsoberhaupt: Präsident Joseph Kabila (2001–2019)
  - Regierungschef: Ministerpräsident Augustin Matata Ponyo (2012–2016)
- Republik Kongo (1960–1970 Kongo-Brazzaville; 1970–1992 Volksrepublik Kongo)
  - Staats- und Regierungschef: Präsident Denis Sassou-Nguesso (1979–1992, seit 1997)
- Lesotho
  - Staatsoberhaupt: König Letsie III. (1990–1995, seit 1996)
  - Regierungschef: Ministerpräsident Thomas Thabane (2012–2015, 2017–2020)
- Liberia
  - Staats- und Regierungschef: Präsidentin Ellen Johnson Sirleaf (2006–2018)
- Libyen
  - Staatsoberhaupt:
    - Präsident der Allgemeinen Nationalversammlung Mohamed Yusuf al Magariaf (2012–28. Mai 2013)
    - Präsident der Allgemeinen Nationalversammlung Giuma Attaiga (28. Mai 2013–25. Juni 2013) (kommissarisch)
    - Präsident der Allgemeinen Nationalversammlung Nuri Busahmein (25. Juni 2013–2014)

  - Regierungschef: Ministerpräsident Ali Seidan (2012–2014)
- Madagaskar
  - Staatsoberhaupt: Präsident Andry Rajoelina (2009–2014, 2019–2023, seit 2023)
  - Regierungschef: Premierminister Omer Beriziky (2011–2014)
- Malawi
  - Staats- und Regierungschef: Präsidentin Joyce Banda (2012–2014)
- Mali
  - Staatsoberhaupt:
    - Präsident Dioncounda Traoré (2012–4. September 2013) (kommissarisch)
    - Präsident Ibrahim Boubacar Keïta (4. September 2013–2020)

  - Regierungschef:
    - Ministerpräsident Django Sissoko (2012–5. September 2013) (kommissarisch)
    - Ministerpräsident Oumar Tatam Ly (5. September 2013–2014)
- Marokko
  - Staatsoberhaupt: König Mohammed VI. (seit 1999)
  - Regierungschef: Ministerpräsident Abdelilah Benkirane (2011–2017)
- Mauretanien
  - Staatsoberhaupt: Präsident Mohamed Ould Abdel Aziz (2008–2009, 2009–2019)
  - Regierungschef: Premierminister Moulaye Ould Mohamed Laghdhaf (2008–2014)
- Mauritius
  - Staatsoberhaupt: Präsident Kailash Purryag (2012–2015)
  - Regierungschef: Premierminister Navin Ramgoolam (1995–2000, 2005–2014, seit 2024)
- Mosambik
  - Staatsoberhaupt: Präsident Armando Guebuza (2005–2015)
  - Regierungschef: Premierminister Alberto Vaquina (2012–2015)
- Namibia
  - Staatsoberhaupt: Präsident Hifikepunye Pohamba (2005–2015)
  - Regierungschef: Premierminister Hage Geingob (1990–2002, 2012–2015) (2015–2024 Präsident)
- Niger
  - Staatsoberhaupt: Präsident Mahamadou Issoufou (2011–2021) (1993–1994 Ministerpräsident)
  - Regierungschef: Premierminister Brigi Rafini (2011–2021)
- Nigeria
  - Staats- und Regierungschef: Präsident Goodluck Jonathan (2010–2015)
- Ruanda
  - Staatsoberhaupt: Präsident Paul Kagame (seit 2000)
  - Regierungschef: Premierminister Pierre Habumuremyi (2011–2014)
- Sambia
  - Staats- und Regierungschef: Präsident Michael Sata (2011–2014)
- São Tomé und Príncipe
  - Staatsoberhaupt: Präsident Manuel Pinto da Costa (1975–1991, 2011–2016)
  - Regierungschef: Premierminister Gabriel Arcanjo da Costa (2002, 2012–2014)
- Senegal
  - Staatsoberhaupt: Präsident Macky Sall (2012–2024) (2004–2007 Premierminister)
  - Regierungschef:
    - Premierminister Abdoul Mbaye (2012–1. September 2013)
    - Premierministerin Aminata Touré (1. September 2013–2014)
- Seychellen
  - Staats- und Regierungschef: Präsident James Alix Michel (2004–2016)
- Sierra Leone
  - Staats- und Regierungschef: Präsident Ernest Koroma (2007–2018)
- Simbabwe
  - Staatsoberhaupt: Präsident Robert Mugabe (1987–2017) (1980–1987 Ministerpräsident)
  - Regierungschef: Ministerpräsident Morgan Tsvangirai (2009–11. September 2013) (Amt abgeschafft)
- Somalia
  - Staatsoberhaupt: Präsident Hassan Sheikh Mohamud (2012–2017, seit 2022)
  - Regierungschef:
    - Ministerpräsident Abdi Farah Shirdon (2012–21. Dezember 2013)
    - Ministerpräsident Abdiweli Sheikh Ahmed (21. Dezember 2013–2014)

  - Somaliland (international nicht anerkannt)
    - Staats- und Regierungschef: Präsident Ahmed Mohammed Mahamoud Silanyo (seit 2010)
- Südafrika
  - Staats- und Regierungschef: Präsident Jacob Zuma (2009–2018)
- Sudan
  - Staats- und Regierungschef: Präsident Umar al-Baschir (1989–2019)
- Südsudan
  - Staats- und Regierungschef: Präsident Salva Kiir Mayardit (seit 2011)
- Swasiland
  - Staatsoberhaupt: König Mswati III. (seit 1986)
  - Regierungschef: Premierminister Barnabas Sibusiso Dlamini (1996–2003, 2008–2018)
- Tansania
  - Staatsoberhaupt: Präsident Jakaya Kikwete (2005–2015)
  - Regierungschef: Ministerpräsident Mizengo Pinda (2008–2015)
- Togo
  - Staatsoberhaupt: Präsident Faure Gnassingbé (2005, 2005–2025) (seit 2025 Premierminister)
  - Regierungschef: Premierminister Kwesi Ahoomey-Zunu (2012–2015)
- Tschad
  - Staatsoberhaupt: Präsident Idriss Déby (1990–2021)
  - Regierungschef:
    - Ministerpräsident Emmanuel Nadingar (2010–21. Januar 2013)
    - Ministerpräsident Djimrangar Dadnadji (21. Januar 2013–21. November 2013)
    - Ministerpräsident Kalzeubé Pahimi Deubet (seit 21. November 2013–2016)
- Tunesien
  - Staatsoberhaupt: Präsident Moncef Marzouki (2011–2014)
  - Regierungschef:
    - Ministerpräsident Hamadi Jebali (2011–14. März 2013)
    - Ministerpräsident Ali Larajedh (14. März 2013–2014)
- Uganda
  - Staatsoberhaupt: Präsident Yoweri Museveni (seit 1986)
  - Regierungschef: Ministerpräsident Amama Mbabazi (2011–2014)
- Westsahara (umstritten)
  - Staatsoberhaupt: Präsident Mohamed Abdelaziz (1976–2016) (im Exil)
  - Regierungschef: Ministerpräsident Abdelkader Taleb Oumar (2003–2018) (im Exil)
- Zentralafrikanische Republik
  - Staatsoberhaupt:
    - Präsident François Bozizé (2003–24. März 2013)
    - Präsident Michel Djotodia (24. März 2013–2014)

  - Regierungschef:
    - Ministerpräsident Faustin-Archange Touadéra (2008–17. Januar 2013)
    - Ministerpräsident Nicolas Tiangaye (17. Januar 2013–2014)

## Amerika

### Nordamerika
- Kanada
  - Staatsoberhaupt: Königin Elisabeth II. (1952–2022)
    - Generalgouverneur: David Johnston (2010–2017)

  - Regierungschef: Premierminister Stephen Harper (2006–2015)
- Mexiko
  - Staats- und Regierungschef: Präsident Enrique Peña Nieto (2012–2018)
- Vereinigte Staaten von Amerika
  - Staats- und Regierungschef: Präsident Barack Obama (2009–2017)

### Mittelamerika
- Antigua und Barbuda
  - Staatsoberhaupt: Königin Elisabeth II. (1981–2022)
    - Generalgouverneurin: Louise Lake-Tack (2007–2014)

  - Regierungschef: Premierminister Baldwin Spencer (2004–2014)
- Bahamas
  - Staatsoberhaupt: Königin Elisabeth II. (1973–2022)
    - Generalgouverneur: Arthur Foulkes (2010–2014)

  - Regierungschef: Premierminister Perry Christie (2002–2007, 2012–2017)
- Barbados
  - Staatsoberhaupt: Königin Elisabeth II. (1966–2021)
    - Generalgouverneur: Elliot Belgrave (2011–2012, 2012–2017)

  - Regierungschef: Premierminister Freundel Stuart (2010–2018)
- Belize
  - Staatsoberhaupt: Königin Elisabeth II. (1981–2022)
    - Generalgouverneur: Colville Young (1993–2021)

  - Regierungschef: Premierminister Dean Barrow (2008–2020)
- Costa Rica
  - Staats- und Regierungschef: Präsidentin Laura Chinchilla (2010–2014)
- Dominica
  - Staatsoberhaupt:
    - Präsident Eliud Williams (2012–2. Oktober 2013)
    - Präsident Charles Savarin (2. Oktober 2013–2023)

  - Regierungschef: Premierminister Roosevelt Skerrit (seit 2004)
- Dominikanische Republik
  - Staats- und Regierungschef: Präsident Danilo Medina (2012–2020)
- El Salvador
  - Staats- und Regierungschef: Präsident Mauricio Funes (2009–2014)
- Grenada
  - Staatsoberhaupt: Königin Elisabeth II. (1974–2022)
    - Generalgouverneur: Carlyle Glean (2008–7. Mai 2013)
    - Generalgouverneurin Cécile La Grenade (seit 7. Mai 2013)

  - Regierungschef:
    - Premierminister Tillman Thomas (2008–20. Februar 2013)
    - Premierminister Keith Mitchell (1995–2008, 20. Februar 2013–2022)
- Guatemala
  - Staats- und Regierungschef: Präsident Otto Pérez Molina (2012–2015)
- Haiti
  - Staatsoberhaupt: Präsident Michel Martelly (2011–2016)
  - Regierungschef: Ministerpräsident Laurent Lamothe (2012–2014)
- Honduras
  - Staats- und Regierungschef: Präsident Porfirio Lobo Sosa (2010–2014)
- Jamaika
  - Staatsoberhaupt: Königin Elisabeth II. (1962–2022)
    - Generalgouverneur: Patrick Allen (seit 2009)

  - Regierungschef: Ministerpräsidentin Portia Simpson Miller (2006–2007, 2012–2016)
- Kuba
  - Staatsoberhaupt und Regierungschef: Präsident des Staatsrats und des Ministerrats Raúl Castro (2006–2018) (bis 2008 kommissarisch)
- Nicaragua
  - Staats- und Regierungschef: Präsident Daniel Ortega (1985–1990, seit 2007) (1979–1985 Mitglied der Regierungsjunta des nationalen Wiederaufbaus)
- Panama
  - Staats- und Regierungschef: Präsident Ricardo Martinelli (2009–2014)
- St. Kitts und Nevis
  - Staatsoberhaupt: Königin Elisabeth II. (1983–2022)
    - Generalgouverneur:
      - Cuthbert Sebastian (1996–1. Januar 2013)
      - Edmund Lawrence (2. Januar 2013–2015)

  - Regierungschef: Ministerpräsident Denzil Douglas (1995–2015)
- St. Lucia
  - Staatsoberhaupt: Königin Elisabeth II. (1979–2022)
    - Generalgouverneurin: Dame Pearlette Louisy (1997–2017)

  - Regierungschef: Ministerpräsident Kenneth Anthony (1997–2006, 2011–2016)
- St. Vincent und die Grenadinen
  - Staatsoberhaupt: Königin Elisabeth II. (1979–2022)
    - Generalgouverneur: Frederick Ballantyne (2002–2019)

  - Regierungschef: Ministerpräsident Ralph Gonsalves (seit 2001)
- Trinidad und Tobago
  - Staatsoberhaupt:
    - Präsident George Maxwell Richards (2003–18. März 2013)
    - Präsident Anthony Carmona (18. März 2013–2018)

  - Regierungschef: Premierministerin Kamla Persad-Bissessar (2010–2015, seit 2025)

### Südamerika
- Argentinien
  - Staats- und Regierungschef: Präsidentin Cristina Fernández de Kirchner (2007–2015)
- Bolivien
  - Staats- und Regierungschef: Präsident Evo Morales (2006–2019)
- Brasilien
  - Staats- und Regierungschef: Präsidentin Dilma Rousseff (2011–2016)
- Chile
  - Staats- und Regierungschef: Präsident Sebastián Piñera (2010–2014)
- Ecuador
  - Staats- und Regierungschef: Präsident Rafael Correa (2007–2017)
- Guyana
  - Staatsoberhaupt: Präsident Donald Ramotar (2011–2015)
  - Regierungschef: Ministerpräsident Sam Hinds (1992–1997, 1997–1999, 1999–2015) (1997 Präsident)
- Kolumbien
  - Staats- und Regierungschef: Präsident Juan Manuel Santos (2010–2018)
- Paraguay
  - Staats- und Regierungschef:
    - Präsident Federico Franco (2012–15. August 2013)
    - Präsident Horacio Cartes (15. August 2013–2018)
- Peru
  - Staatsoberhaupt: Präsident Ollanta Humala (2011–2016)
  - Regierungschef:
    - Ministerpräsident Juan Jiménez Mayor (2012–31. Oktober 2013)
    - Ministerpräsident César Villanueva (31. Oktober 2013–2014, 2018–2019)
- Suriname
  - Staats- und Regierungschef: Präsident Dési Bouterse (1980, 1982, 2010–2020)
  - Regierungschef: Vizepräsident Robert Ameerali (2010–2015)
- Uruguay
  - Staats- und Regierungschef: Präsident José Mujica (2010–2015)
- Venezuela
  - Staats- und Regierungschef:
    - Präsident Hugo Chávez (1999–2002, 2002–5. März 2013)
    - Präsident Nicolás Maduro (seit 5. März 2013) (bis 19. April kommissarisch)

## Asien

### Ost-, Süd- und Südostasien
- Bangladesch
  - Staatsoberhaupt:
    - Präsident Zillur Rahman (2009–20. März 2013)
    - Präsident Abdul Hamid (20. März 2013–2023) (bis 24. April 2013 kommissarisch)

  - Regierungschef: Premierministerin Hasina Wajed (1996–2001, 2009–2024)
- Bhutan
  - Staatsoberhaupt: König Jigme Khesar Namgyel Wangchuck (seit 2006)
  - Regierungschef:
    - Ministerpräsident Jigme Thinley (1998–1999, 2003–2004, 2008–27. Juli 2013)
    - Ministerpräsident Tshering Tobgay (27. Juli 2013–2018, seit 2024)
- Brunei
  - Staats- und Regierungschef: Sultan Hassanal Bolkiah (seit 1967)
- Republik China (Taiwan)
  - Staatsoberhaupt: Präsident Ma Ying-jeou (2008–2016)
  - Regierungschef:
    - Ministerpräsident Sean Chen (2012–18. Februar 2013)
    - Ministerpräsident Jiang Yi-huah (18. Februar 2013–2014)
- Volksrepublik China
  - Staatsoberhaupt:
    - Präsident Hu Jintao (2003–14. März 2013)
    - Präsident Xi Jinping (seit 14. März 2013)

  - Regierungschef:
    - Ministerpräsident Wen Jiabao (2003–15. März 2013)
    - Ministerpräsident Li Keqiang (15. März 2013–2023)
- Indien
  - Staatsoberhaupt: Präsident Pranab Mukherjee (2012–2017)
  - Regierungschef: Premierminister Manmohan Singh (2004–2014)
- Indonesien
  - Staatsoberhaupt und Regierungschef: Präsident Susilo Bambang Yudhoyono (2004–2014)
- Japan
  - Staatsoberhaupt: Kaiser Akihito (1989–2019)
  - Regierungschef: Premierminister Shinzō Abe (2006–2007, 2012–2020)
- Kambodscha
  - Staatsoberhaupt: König Norodom Sihamoni (seit 2004)
  - Regierungschef: Premierminister Hun Sen (1985–2023)
- Nordkorea
  - De-facto-Herrscher: Kim Jong-un (seit 2011)
  - Staatsoberhaupt: Vorsitzender des Präsidiums der Obersten Volksversammlung: Kim Yong-nam (1998–2019)
  - Regierungschef:
    - Ministerpräsident Choe Yong-rim (2010–1. April 2013)
    - Ministerpräsident Pak Pong-ju (2003–2007, 1. April 2013–2019)
- Südkorea
  - Staatsoberhaupt:
    - Präsident Lee Myung-bak (2008–25. Februar 2013)
    - Präsidentin Park Geun-hye (25. Februar 2013–2017)

  - Regierungschef:
    - Ministerpräsident Kim Hwang-sik (2010–26. Februar 2013)
    - Ministerpräsident Jung Hong-won (26. Februar 2013–2015)
- Laos
  - Staatsoberhaupt: Präsident Choummaly Sayasone (2006–2016)
  - Regierungschef: Premierminister Thongsing Thammavong (2010–2016)
- Malaysia
  - Staatsoberhaupt: Oberster Herrscher Abdul Halim Mu’adzam Shah (seit 2011)
  - Regierungschef: Ministerpräsident Najib Razak (2009–2018)
- Malediven
  - Staats- und Regierungschef:
    - Präsident Mohammed Waheed Hassan (2012–17. November 2013)
    - Präsident Abdulla Yameen (17. November 2013–2018)
- Myanmar
  - Staats- und Regierungschef: Präsident Thein Sein (2011–2016) (2007–2011 Ministerpräsident)
- Nepal
  - Staatsoberhaupt: Präsident Ram Baran Yadav (2008–2015)
  - Regierungschef:
    - Premierminister Baburam Bhattarai (2011–14. März 2013)
    - Premierminister Khil Raj Regmi (14. März 2013–2014) (kommissarisch)
- Osttimor
  - Staatsoberhaupt: Präsident Taur Matan Ruak (2012–2017) (2018–2023 Premierminister)
  - Regierungschef: Premierminister Xanana Gusmão (2007–2015, seit 2023) (2002–2007 Präsident)
- Pakistan
  - Staatsoberhaupt:
    - Präsident Asif Ali Zardari (2008–8. September 2013, seit 2024)
    - Präsident Mamnoon Hussain (9. September 2013–2018)

  - Regierungschef:
    - Ministerpräsident Raja Pervez Ashraf (2012–25. März 2013)
    - Ministerpräsident Mir Hazar Khan Khoso (25. März 2013–5. Juni 2013) (kommissarisch)
    - Ministerpräsident Nawaz Sharif (1990–1993, 1997–1999, 5. Juni 2013–2017)
- Philippinen
  - Staats- und Regierungschef: Präsident Benigno Aquino III. (2010–2016)
- Singapur
  - Staatsoberhaupt: Präsident Tony Tan Keng Yam (2011–2017)
  - Regierungschef: Premierminister Lee Hsien Loong (2004–2024)
- Sri Lanka
  - Staatsoberhaupt: Präsident Mahinda Rajapaksa (2005–2015) (2004–2005, 2018, 2019–2022 Premierminister)
  - Regierungschef: Premierminister D. M. Jayaratne (2010–2015)
- Thailand
  - Staatsoberhaupt: König Rama IX. Bhumibol Adulyadej (1946–2016)
  - Regierungschef: Ministerpräsidentin Yingluck Shinawatra (2011–2014)
- Vietnam
  - Staatsoberhaupt: Präsident Trương Tấn Sang (2011–2016)
  - Regierungschef: Premierminister Nguyễn Tấn Dũng (2006–2016)

### Vorderasien
- Armenien
  - Staatsoberhaupt: Präsident Sersch Sargsjan (2008–2018) (2007–2008 und 2018 Ministerpräsident)
  - Regierungschef: Ministerpräsident Tigran Sargsjan (2008–2014)
- Aserbaidschan
  - Staatsoberhaupt: Präsident İlham Əliyev (seit 2003)
  - Regierungschef: Ministerpräsident Artur Rasizadə (1996–2003, 2003–2018)
  - Bergkarabach (international nicht anerkannt)
    - Staatsoberhaupt: Präsident Bako Sahakjan (2007–2020)
    - Regierungschef: Ministerpräsident Arajik Harutjunjan (2007–2020) (seit 2020 Präsident)
- Bahrain
  - Staatsoberhaupt: König Hamad bin Isa Al Chalifa (seit 1999) (bis 2002 Emir)
  - Regierungschef: Ministerpräsident Chalifa ibn Salman Al Chalifa (1971–2020)
- Georgien
  - Staatsoberhaupt:
    - Präsident Micheil Saakaschwili (2004–2007, 2008–17. November 2013)
    - Präsident Giorgi Margwelaschwili (17. November 2013–2018)

  - Regierungschef:
    - Ministerpräsident Bidsina Iwanischwili (2012–20. November 2013)
    - Ministerpräsident Irakli Gharibaschwili (20. November 2013–2015, 2021–2024)

  - Abchasien (international nicht anerkannt)
    - Staatsoberhaupt: Präsident Alexander Ankwab (2011–2014) (2005–2010, seit 2020 Ministerpräsident)
    - Regierungschef: Ministerpräsident Leonid Lakerbaia (2011–2014)

  - Südossetien (international nicht anerkannt)
    - Staatsoberhaupt: Präsident Leonid Tibilow (2012–2017)
    - Regierungschef: Ministerpräsident Rostislaw Chugajew (2012–2014)
- Irak
  - Staatsoberhaupt: Präsident Dschalal Talabani (2005–2014)
  - Regierungschef: Ministerpräsident Nuri al-Maliki (2006–2014)
- Iran
  - Religiöses Oberhaupt: Oberster Rechtsgelehrter Ali Chamene’i (seit 1989) (1981–1989 Ministerpräsident)
  - Regierungschef:
    - Präsident Mahmud Ahmadinedschad (2005–3. August 2013)
    - Präsident Hassan Rohani (3. August 2013–2021)
- Israel
  - Staatsoberhaupt: Präsident Schimon Peres (2007–2014) (1977, 1984–1986, 1995–1996 Ministerpräsident)
  - Regierungschef: Ministerpräsident Benjamin Netanjahu (1996–1999, 2009–2021, seit 2022)
- Jemen
  - Staatsoberhaupt: Präsident Abed Rabbo Mansur Hadi (2012–2022)
  - Regierungschef: Ministerpräsident Mohammed Basindawa (2011–2014)
- Jordanien
  - Staatsoberhaupt: König Abdullah II. (seit 1999)
  - Regierungschef: Ministerpräsident Abdullah Ensour (2012–2016)
- Katar
  - Staatsoberhaupt:
    - Emir Hamad bin Chalifa Al Thani (1995–25. Juni 2013) (1995–1996 Ministerpräsident)
    - Emir Tamim bin Hamad Al Thani (seit 25. Juni 2013)

  - Regierungschef:
    - Ministerpräsident Hamad ibn Dschasim ibn Dschabir Al Thani (2007–26. Juni 2013)
    - Ministerpräsident Abdullah bin Nasser bin Chalifa Al Thani (seit 26. Juni 2013–2020)
- Kuwait
  - Staatsoberhaupt: Emir Sabah al-Ahmad al-Dschabir as-Sabah (2006–2020) (2003–2006 Ministerpräsident)
  - Regierungschef: Ministerpräsident Dschabir Mubarak al-Hamad as-Sabah (2011–2019)
- Libanon
  - Staatsoberhaupt: Präsident Michel Sulaiman (2008–2014)
  - Regierungschef: Ministerpräsident Nadschib Miqati (2005, 2011–2014, 2021–2025) (2022–2025 Staatsoberhaupt)
- Oman
  - Staats- und Regierungschef: Sultan Qabus ibn Said (1970–2020)
- Palästinensische Autonomiegebiete
  - Staatsoberhaupt: Präsident Mahmud Abbas (seit 2005) (2003 Ministerpräsident)
  - Regierungschef:
    - Ministerpräsident Ismail Haniyya (2006–2007) (regiert de facto weiterhin den Gazastreifen und erkennt Fayyad nicht an)
    - Ministerpräsident Salam Fayyad (2007–6. Juni 2013) (regierte de facto nur in Westjordanland)
    - Ministerpräsident Rami Hamdallah (6. Juni 2013–2019) (regierte de facto nur in Westjordanland)
- Saudi-Arabien
  - Staats- und Regierungschef: König Abdullah ibn Abd al-Aziz (2005–2015)
- Syrien
  - Staatsoberhaupt: Präsident Baschar al-Assad (2000–2024)
  - Regierungschef: Ministerpräsident Wael al-Halki (2012–2016)
- Türkei
  - Staatsoberhaupt: Präsident Abdullah Gül (2007–2014) (2002–2003 Ministerpräsident)
  - Regierungschef: Ministerpräsident Recep Tayyip Erdoğan (2003–2014) (seit 2014 Präsident)
- Vereinigte Arabische Emirate
  - Staatsoberhaupt: Präsident Chalifa bin Zayid Al Nahyan (2004–2022) (2004–2022 Emir von Abu Dhabi)
  - Regierungschef: Ministerpräsident Muhammad bin Raschid Al Maktum (seit 2006) (seit 2006 Emir von Dubai)

### Zentralasien
- Afghanistan
  - Staats- und Regierungschef: Präsident Hamid Karzai (2001–2014)
- Kasachstan
  - Staatsoberhaupt: Präsident Nursultan Nasarbajew (1991–2019)
  - Regierungschef: Ministerpräsident Serik Achmetow (2012–2014)
- Kirgisistan
  - Staatsoberhaupt: Präsident Almasbek Atambajew (2011–2017) (2007, 2010–2011 Ministerpräsident)
  - Regierungschef: Ministerpräsident Dschantörö Satybaldijew (2012–2014)
- Mongolei
  - Staatsoberhaupt: Präsident Tsachiagiin Elbegdordsch (2009–2017) (1998, 2004–2006 Ministerpräsident)
  - Regierungschef: Ministerpräsident Norowyn Altanchujag (2009, 2012–2014)
- Tadschikistan
  - Staatsoberhaupt: Präsident Emomalij Rahmon (seit 1992)
  - Regierungschef:
    - Ministerpräsident Oqil Oqilow (1999–23. November 2013)
    - Ministerpräsident Kokhir Rasulzoda (seit 23. November 2013)
- Turkmenistan
  - Staats- und Regierungschef: Präsident Gurbanguly Berdimuhamedow (2006–2022) (2006–2007 kommissarisch)
- Usbekistan
  - Staatsoberhaupt: Präsident Islom Karimov (1991–2016)
  - Regierungschef: Ministerpräsident Shavkat Mirziyoyev (2003–2016) (seit 2016 Präsident)

## Australien und Ozeanien
- Australien
  - Staatsoberhaupt: Königin Elisabeth II. (1952–2022)
    - Generalgouverneurin: Quentin Bryce (2008–2014)

  - Regierungschef:
    - Premierminister Julia Gillard (2010–27. Juni 2013)
    - Premierminister Kevin Rudd (2007–2010, 27. Juni 2013–18. September 2013)
    - Premierminister Tony Abbott (18. September 2013–2015)
- Cookinseln (unabhängiger Staat in freier Assoziierung mit Neuseeland)
  - Staatsoberhaupt: Königin Elisabeth II. (1965–2022)
    - Queen’s Representative:
      - Frederick Tutu Goodwin (2001–27. Juli 2013)
      - Tom Marsters (seit 27. Juli 2013)

  - Regierungschef: Premierminister Henry Puna (2010–2020)
- Fidschi
  - Staatsoberhaupt: Präsident Epeli Nailatikau (2009–2015)
  - Regierungschef: Premierminister Frank Bainimarama (2007–2022) (2000, 2006–2007 Staatsoberhaupt)
- Kiribati
  - Staats- und Regierungschef: Präsident Anote Tong (2003–2016)
- Marshallinseln
  - Staats- und Regierungschef: Präsident Christopher Loeak (2012–2016)
- Mikronesien
  - Staats- und Regierungschef: Präsident Manny Mori (2007–2015)
- Nauru
  - Staats- und Regierungschef:
    - Präsident Sprent Dabwido (2011–11. Juni 2013)
    - Präsident Baron Waqa (11. Juni 2013–2019)
- Neuseeland
  - Staatsoberhaupt: Königin Elisabeth II. (1952–2022)
    - Generalgouverneur: Jerry Mateparae (2011–2016)

  - Regierungschef: Premierminister John Key (2008–2016)
- Niue (unabhängiger Staat in freier Assoziierung mit Neuseeland)
  - Staatsoberhaupt: Königin Elisabeth II. (1974–2022)
    - Queen’s Representative: Generalgouverneur von Neuseeland

  - Regierungschef: Premierminister Toke Talagi (2008–2020)
- Palau
  - Staats- und Regierungschef:
    - Präsident Johnson Toribiong (2009–17. Januar 2013)
    - Präsident Tommy Remengesau (2001–2009, 17. Januar 2013–2021)
- Papua-Neuguinea
  - Staatsoberhaupt: Königin Elisabeth II. (1975–2022)
    - Generalgouverneur: Michael Ogio (2010–2017)

  - Regierungschef: Ministerpräsident Peter O’Neill (2011–2019)
- Salomonen
  - Staatsoberhaupt: Königin Elisabeth II. (1978–2022)
    - Generalgouverneur: Frank Kabui (2009–2019)

  - Regierungschef: Premierminister Gordon Darcy Lilo (2011–2014)
- Samoa
  - Staatsoberhaupt: O le Ao o le Malo Tupuola Taisi Tufuga Efi (2007–2017) (1976–1982 Premierminister )
  - Regierungschef: Premierminister Sailele Tuilaʻepa Malielegaoi (1998–2021)
- Tonga
  - Staatsoberhaupt: König Tupou VI. (seit 2012) (2000–2006 Premierminister)
  - Regierungschef: Premierminister Sialeʻataongo Tuʻivakanō (2010–2014)
- Tuvalu
  - Staatsoberhaupt: Königin Elisabeth II. (1978–2022)
    - Generalgouverneur: Iakoba Italeli (2010–2019)

  - Regierungschef:
    - Ministerpräsident Willy Telavi (2010–1. August 2013)
    - Ministerpräsident Enele Sopoaga (5. August 2013–2019) (ab 1. August 2013 kommissarisch)
- Vanuatu
  - Staatsoberhaupt: Präsident Iolu Abil (2009–2014)
  - Regierungschef:
    - Premierminister Sato Kilman (2010–2011, 2011, 2011–23. März 2013, 2015–2016, 2023)
    - Premierminister Moana Carcasses Kalosil (23. März 2013–2014)

## Europa
- Albanien
  - Staatsoberhaupt: Präsident Bujar Nishani (2012–2017)
  - Regierungschef:
    - Ministerpräsident Sali Berisha (2005–15. September 2013) (1992–1997 Präsident)
    - Ministerpräsident Edi Rama (seit 15. September 2013)
- Andorra
  - Kofürsten:
    - Staatspräsident von Frankreich François Hollande (2012–2017)
      - Persönliche Repräsentantin: Sylvie Hubac (2012–2015)

    - Bischof von Urgell Joan Enric Vives i Sicília (2003–2025)
      - Persönlicher Repräsentant: Josep Maria Mauri (2010–2023)

  - Regierungschef: Regierungspräsident Antoni Martí Petit (2011–2015, 2015–2019)
- Belgien
  - Staatsoberhaupt:
    - König Albert II. (1993–21. Juli 2013)
    - König Philippe (seit 21. Juli 2013)

  - Regierungschef: Ministerpräsident Elio Di Rupo (2011–2014)
- Bosnien und Herzegowina
  - Hoher Repräsentant für Bosnien und Herzegowina: Valentin Inzko (2009–2021)
  - Staatsoberhaupt:
    - Vorsitzender des Staatspräsidiums Nebojša Radmanović (2006–2007, 2008–2009, 2010–2011, 2012–10. Juli 2013)
    - Vorsitzender des Staatspräsidiums Željko Komšić (2007–2008, 2009–2010, 2011–2012, 10. Juli 2013–2014, 2019–2020, 2021–2022, 2023–2024, seit 2025)

  - Staatspräsidium:
    - Bosniaken: Bakir Izetbegović (2010–2018)
    - Kroaten: Željko Komšić (2006–2014, seit 2018)
    - Serben: Nebojša Radmanović (2006–2014)

  - Regierungschef: Ministerpräsident Vjekoslav Bevanda (2012–2015)
- Bulgarien
  - Staatsoberhaupt: Präsident Rossen Plewneliew (2012–2017)
  - Regierungschef:
    - Ministerpräsident Bojko Borissow (2009–13. März 2013, 2017–2017, seit 2017)
    - Ministerpräsident Marin Rajkow (13. März 2013–29. Mai 2013) (kommissarisch)
    - Ministerpräsident Plamen Orescharski (29. Mai 2013–2014)
- Dänemark
  - Staatsoberhaupt: Königin Margrethe II. (1972–2024)
  - Regierungschef: Ministerpräsidentin Helle Thorning-Schmidt (2011–2015)
  - Färöer (politisch selbstverwalteter und autonomer Bestandteil des Königreichs Dänemark)
    - Vertreter der dänischen Regierung: Reichsombudmann Dan Michael Knudsen (2008–2017)
    - Regierungschef: Ministerpräsident Kaj Leo Johannesen (2008–2015)

  - Grönland (politisch selbstverwalteter und autonomer Bestandteil des Königreichs Dänemark)
    - Vertreter der dänischen Regierung: Reichsombudsfrau Mikaela Engell (2011–2022)
    - Regierungschef:
      - Ministerpräsident Kuupik Kleist (2009–5. April 2013)
      - Ministerpräsidentin Aleqa Hammond (5. April 2013–2014)
- Deutschland
  - Staatsoberhaupt: Bundespräsident Joachim Gauck (2012–2017)
  - Regierungschef: Bundeskanzlerin Angela Merkel (2005–2021)
- Estland
  - Staatsoberhaupt: Präsident Toomas Hendrik Ilves (2006–2016)
  - Regierungschef: Ministerpräsident Andrus Ansip (2005–2014)
- Finnland
  - Staatsoberhaupt: Präsident Sauli Niinistö (2012–2024)
  - Regierungschef: Ministerpräsident Jyrki Katainen (2011–2014)
- Frankreich
  - Staatsoberhaupt: Präsident François Hollande (2012–2017)
  - Regierungschef: Premierminister Jean-Marc Ayrault (2012–2014)
- Griechenland
  - Staatsoberhaupt: Präsident Karolos Papoulias (2005–2015)
  - Regierungschef: Ministerpräsident Andonis Samaras (2012–2015)
- Irland
  - Staatsoberhaupt: Präsident Michael D. Higgins (seit 2011)
  - Regierungschef: Toasiseach Enda Kenny (2011–2017)
- Island
  - Staatsoberhaupt: Präsident Ólafur Ragnar Grímsson (1996–2016)
  - Regierungschef:
    - Ministerpräsidentin Jóhanna Sigurðardóttir (2009–23. Mai 2013)
    - Ministerpräsident Sigmundur Davíð Gunnlaugsson (23. Mai 2013–2016)
- Italien
  - Staatsoberhaupt: Präsident Giorgio Napolitano (2006–2015)
  - Regierungschef:
    - Ministerpräsident Mario Monti (2011–28. April 2013) (seit 2012 kommissarisch)
    - Ministerpräsident Enrico Letta (28. April 2013–2014)
- Kanalinseln[1]
  - Guernsey
    - Staatsoberhaupt: Herzogin Elisabeth II. (1952–2022)
      - Vizegouverneur: Peter Walker (2011–2015)

    - Regierungschef: Chief Minister Peter Harwood (2012–2014)

  - Jersey
    - Staatsoberhaupt: Herzogin Elisabeth II. (1952–2022)
      - Vizegouverneur: John McColl (2011–2016)

    - Regierungschef: Chief Minister Ian Gorst (2011–2018)
- Kroatien
  - Staatsoberhaupt: Präsident Ivo Josipović (2010–2015)
  - Regierungschef: Regierungspräsident Zoran Milanović (2011–2016)
- Lettland
  - Staatsoberhaupt: Präsident Andris Bērziņš (2011–2015)
  - Regierungschef: Ministerpräsident Valdis Dombrovskis (2009–2014)
- Liechtenstein
  - Staatsoberhaupt: Fürst Hans-Adam II. (seit 1989)
    - Regent: Erbprinz Alois (seit 2004)

  - Regierungschef:
    - Klaus Tschütscher (2009–27. März 2013)
    - Adrian Hasler (seit 27. März 2013–2021)
- Litauen
  - Staatsoberhaupt: Präsidentin Dalia Grybauskaitė (2009–2019)
  - Regierungschef: Ministerpräsident Algirdas Butkevičius (2012–2016)
- Luxemburg
  - Staatsoberhaupt: Großherzog Henri (seit 2000) (1998–2000 Regent)
  - Regierungschef:
    - Premierminister Jean-Claude Juncker (1995–4. Dezember 2013)
    - Premierminister Xavier Bettel (4. Dezember 2013–2023)
- Malta
  - Staatsoberhaupt: Präsident George Abela (2009–2014)
  - Regierungschef:
    - Premierminister Lawrence Gonzi (2004–11. März 2013)
    - Premierminister Joseph Muscat (11. März 2013–2020)
- Isle of Man[1]
  - Staatsoberhaupt: Lord of Mann Elisabeth II. (1952–2022)
    - Vizegouverneur: Adam Wood (2011–2016)

  - Regierungschef: Premierminister Allan Bell (2011–2016)
- Mazedonien
  - Staatsoberhaupt: Präsident Gjorge Ivanov (2009–2019)
  - Regierungschef: Ministerpräsident Nikola Gruevski (2006–2016)
- Moldau
  - Staatsoberhaupt: Präsident Nicolae Timofti (2012–2016)
  - Regierungschef:
    - Ministerpräsident Vlad Filat (2009–25. April 2013)
    - Ministerpräsident Iurie Leancă (25. April 2013–2015) (bis 31. Mai 2013 kommissarisch)

  - Transnistrien (international nicht anerkannt)
    - Staatsoberhaupt: Präsident Jewgeni Wassiljewitsch Schewtschuk (2011–2016)
    - Regierungschef:
      - Ministerpräsident Pjotr Stepanow (2012–10. Juli 2013)
      - Ministerpräsidentin Tatjana Turanskaja (10. Juli 2013–2015)
- Monaco
  - Staatsoberhaupt: Fürst: Albert II. (seit 2005)
  - Regierungschef: Staatsminister Michel Roger (2010–2016)
- Montenegro
  - Staatsoberhaupt: Präsident Filip Vujanović (2002–2003, 2003–2018) (1998–2003 Ministerpräsident)
  - Regierungschef: Ministerpräsident Milo Đukanović (1991–1998, 2003–2006, 2008–2010, 2012–2016) (1998–2002, 2018–2023 Präsident)
- Niederlande
  - Staatsoberhaupt:
    - Königin Beatrix (1980–30. April 2013)
    - König Willem-Alexander (seit 30. April 2013)

  - Regierungschef: Ministerpräsident Mark Rutte (2010–2024)
  - Curaçao (Land des Königreichs der Niederlande)
    - Vertreter der niederländischen Regierung:
      - Gouverneurin Adèle van der Pluijm-Vrede (2012–4. November 2013)
      - Gouverneurin Lucille George-Wout (seit 4. November 2013)

    - Regierungschef:
      - Ministerpräsident Daniel Hodge (2012–7. Juni 2013)
      - Ministerpräsident Ivar Asjes (7. Juni 2013–2015)

  - Sint Maarten (Land des Königreich der Niederlande)
    - Vertreter der niederländischen Regierung: Gouverneur Eugene Holiday (2010–2022)
    - Regierungschef: Ministerpräsidentin Sarah Wescot-Williams (2010–2014)

  - Aruba (Land des Königreich der Niederlande)
    - Vertreter der niederländischen Regierung: Gouverneur Fredis Refunjol (2004–2016)
    - Regierungschef: Ministerpräsident Mike Eman (2009–2017)
- Norwegen
  - Staatsoberhaupt: König Harald V. (seit 1991)
  - Regierungschef:
    - Ministerpräsident Jens Stoltenberg (2000–2001, 2005–16. Oktober 2013)
    - Ministerpräsidentin Erna Solberg (16. Oktober 2013–2021)
- Österreich
  - Staatsoberhaupt: Bundespräsident Heinz Fischer (2004–2016)
  - Regierungschef: Bundeskanzler Werner Faymann (2008–2016)
- Polen
  - Staatsoberhaupt: Präsident Bronisław Komorowski (2010–2015)
  - Regierungschef: Ministerpräsident Donald Tusk (2007–2014, seit 2023)
- Portugal
  - Staatsoberhaupt: Präsident Aníbal Cavaco Silva (2006–2016) (1985–1995 Ministerpräsident)
  - Regierungschef: Ministerpräsident Pedro Passos Coelho (2011–2015)
- Rumänien
  - Staatsoberhaupt: Präsident Traian Băsescu (2004–2014)
  - Regierungschef: Ministerpräsident Victor Ponta (2012–2015)
- Russland
  - Staatsoberhaupt: Präsident Wladimir Putin (1999–2008, seit 2012) (1999–2000, 2008–2012 Ministerpräsident)
  - Regierungschef: Ministerpräsident Dmitri Medwedew (2012–2020) (2008–2012 Präsident)
- San Marino
  - Staatsoberhäupter: Capitani Reggenti:
    - Teodoro Lonfernini (1. Oktober 2012–1. April 2013) und Denise Bronzetti (1. Oktober 2012–1. April 2013, seit 2025)
    - Denis Amici (1. April 2013–1. Oktober 2013) und Antonella Mularoni (1. April 2013–1. Oktober 2013)
    - Gian Carlo Capicchioni (1. Oktober 2013–1. April 2014) und Anna Maria Muccioli (1. Oktober 2013–1. April 2014)

  - Regierungschef: Außenminister Pasquale Valentini (2012–2016)
- Schweden
  - Staatsoberhaupt: König Carl XVI. Gustaf (seit 1973)
  - Regierungschef: Ministerpräsident Fredrik Reinfeldt (2006–2014)
- Schweiz[2]
  - Bundespräsident Ueli Maurer (1. Januar 2013–31. Dezember 2013)
  - Bundesrat:
    - Doris Leuthard (2006–2018)
    - Eveline Widmer-Schlumpf (2008–2015)
    - Ueli Maurer (2009–2022)
    - Didier Burkhalter (2009–2017)
    - Johann Schneider-Ammann (2010–2018)
    - Simonetta Sommaruga (2010–2022)
    - Alain Berset (2012–2023)
- Serbien
  - Staatsoberhaupt: Präsident Tomislav Nikolić (2012–2017)
  - Regierungschef: Ministerpräsident Ivica Dačić (2012–2014, 2017, 2024)
  - Kosovo (seit 2008 unabhängig, international nicht anerkannt)
    - Präsidentin Atifete Jahjaga (2011–2016)
    - Regierungschef: Ministerpräsident Hashim Thaçi (2008–2014) (seit 2016 Präsident)
- Slowakei
  - Staatsoberhaupt: Präsident Ivan Gašparovič (2004–2014)
  - Regierungschef: Ministerpräsident Robert Fico (2006–2010, 2012–2018, seit 2023)
- Slowenien
  - Staatsoberhaupt: Präsident Borut Pahor (2012–2022) (2008–2012 Ministerpräsident)
  - Regierungschef:
    - Ministerpräsident Janez Janša (2004–2008, 2012–20. März 2013, 2020–2022)
    - Ministerpräsidentin Alenka Bratušek (20. März 2013–2014)
- Spanien
  - Staatsoberhaupt: König Juan Carlos I. (1975–2014)
  - Regierungschef: Ministerpräsident Mariano Rajoy (2011–2018)
- Tschechien
  - Staatsoberhaupt:
    - Präsident Václav Klaus (1993, 2003–7. März 2013) (1993–1997 Ministerpräsident)
    - Präsident Miloš Zeman (8. März 2013–2023) (1998–2002 Ministerpräsident)

  - Regierungschef:
    - Ministerpräsident Petr Nečas (2010–10. Juli 2013)
    - Ministerpräsident Jiří Rusnok (10. Juli 2013–2014)
- Ukraine
  - Staatsoberhaupt: Präsident Wiktor Janukowytsch (2010–2014) (2002–2005, 2006–2007 Ministerpräsident)
  - Regierungschef: Ministerpräsident Mykola Asarow (2004, 2005, 2010–2014)
- Ungarn
  - Staatsoberhaupt: Präsident János Áder (2012–2022)
  - Regierungschef: Ministerpräsident Viktor Orbán (1998–2002, seit 2010)
- Vatikanstadt
  - Staatsoberhaupt:
    - Papst Benedikt XVI. (2005–28. Februar 2013)
    - Kardinalskollegium (28. Februar 2013–13. März 2013) (kommissarisch)
    - Papst Franziskus (13. März 2013–2025)

  - Regierungschef: Präsident des Governatorats Giuseppe Bertello (2011–2021)
- Vereinigtes Königreich
  - Staatsoberhaupt: Königin Elisabeth II. (1952–2022) (gekrönt 1953)
  - Regierungschef: Premierminister David Cameron (2010–2016)
- Belarus
  - Staatsoberhaupt: Präsident Aljaksandr Lukaschenka (seit 1994)
  - Regierungschef: Ministerpräsident Michail Mjasnikowitsch (2010–2014)
- Republik Zypern
  - Staats- und Regierungschef:
    - Präsident Dimitris Christofias (2008–28. Februar 2013)
    - Präsident Nikos Anastasiadis (28. Februar 2013–2023)

  - Nordzypern (international nicht anerkannt)
    - Staatsoberhaupt: Präsident Derviş Eroğlu (2010–2015) (1985–1994, 1996–2004, 2009–2010 Ministerpräsident)
    - Regierungschef:
      - Ministerpräsident İrsen Küçük (2010–13. Juni 2013)
      - Ministerpräsidentin Sibel Siber (13. Juni 2013–2. September 2013)
      - Ministerpräsident Özkan Yorgancıoğlu (2. September 2013–2015)